# Quinto Fulvio Flacco (console 180 a.C.)
Quinto Fulvio Flacco (fl. II secolo a.C.) fu un console della Repubblica romana.

## Biografia
Figlio del console omonimo, nel 187 a.C. fu pretore in Sardegna.
Si candidò per ben tre volte al consolato, senza però mai essere eletto; divenne finalmente console suffetto nel 180 a.C. alla morte del padre adottivo Gaio Calpurnio Pisone. 
In qualità di console condusse le operazioni di guerra, ricordate come prima guerra celtibera, quando con un forte esercito riesce ad espugnare alcune città dei Lusoni, fra cui la munitissima Contrebia Belaisca riportando le tribù indigene all'obbedienza.
Si mormorò che la morte del console fosse dovuta ad avvelenamento e che fosse stata la moglie Quarta Ostilia, così da permettere al figlio di divenire console .